# Алаево (Кемеровская область)
Алаево — деревня в Юргинском районе Кемеровской области России. Входит в состав Зеледеевского сельского поселения.

## География
Деревня находится в северо-западной части области, на берегах реки Малая Чёрная, к западу от реки Томи, на расстоянии примерно 43 километров (по прямой) к северу от районного центра города Юрга. Абсолютная высота — 87 метров над уровнем моря.
Часовой пояс
Деревня Алаево, как и вся Кемеровская область, находится в часовой зоне МСК+4. Смещение применяемого времени относительно UTC составляет +7:00.

## История
Основано в 1800 году. В «Списке населенных мест Российской империи» 1868 года издания населённый пункт упомянут как заводская деревня Алаева Томского округа (2-го участка) при речке Малой Чёрной, расположенное в 41 версте от окружного центра Томска. В деревне имелось 30 дворов и проживало 136 человек (66 мужчин и 70 женщин).
В 1911 году в деревне, входившей в состав Варюхинской волости Томского уезда, имелось 67 дворов и проживало 274 человека (149 мужчин и 125 женщин). Действовали два торговых заведения.
По данным 1926 года имелось 128 хозяйств и проживало 544 человека (в основном — русские). Функционировала школа I ступени. В административном отношении деревня входила в состав Варюхинского сельсовета Коларовского района Томского округа Сибирского края.

## Население
| 2010 |
| ---- |
| 16   |

Половой состав
По данным Всероссийской переписи населения 2010 года в гендерной структуре населения мужчины составляли 37,5 %, женщины — соответственно 62,5 %.
Национальный состав
Согласно результатам переписи 2002 года, в национальной структуре населения русские составляли 96 % из 28 чел.

## Улицы
Уличная сеть деревни состоит из десяти улиц.